# Joseph-Louis Robert de Lignerac
Joseph-Louis Robert de Lignerac, duc de Caylus, comte de Saint-Quentin (29 janvier 1764 à Paris - 2 juillet 1823 à Paris), est un général et homme politique français.

## Biographie
Joseph-Louis Robert de Lignerac succède à son père dans les fonctions de grand bailli d'épée, lieutenant-général et commandant pour le roi dans la Haute-Auvergne.
Créé grand d'Espagne et titré duc de Caylus en 1783, il est élu député de la noblesse aux États généraux pour le bailliage de Saint-Flour le 28 mars 1789.
Il défend les privilèges de son ordre, repousse la délibération par tête, et est des premiers à protester la réunion des trois ordres.
Il reste pourtant dans l'Assemblée, où il siège à droite. Ayant demandé à s'absenter en juin 1790, ainsi que plusieurs de ses collègues du côté droit, il eut une altercation avec Rewbell, qui avait déclaré que « beaucoup de membres s'abstenaient par poltronnerie ».
La Restauration le comble d'honneur. Il avait le grade de colonel au régiment de Royal-Vaisseau : Louis XVIII le fait maréchal de camp le 21 décembre 1814, chevalier de l'ordre de Saint-Louis et bientôt pair de France le 17 août 1815 ; dans le procès du maréchal Ney, il vote pour la mort. Il soutient le gouvernement jusqu'à sa mort, survenue en 1823.
Il épouse Adélaïde Joséphine Lucie Moïna Lelièvre de la Grange, fille du général de cavalerie, Adélaïde Blaise François Lelièvre, marquis de la Grange et de Fourilles.